# The Masters 2019 (snooker)
The Masters 2019 fu il diciassettesimo evento della stagione 2018-2019 di snooker, il sesto ed ultimo Non-Ranking ed è la 45ª edizione di questo torneo che si è disputato dal 13 al 20 gennaio 2019 a Londra in Inghilterra.
È il secondo torneo stagionale della Tripla Corona.
1° Masters, 2º Titolo della Tripla Corona e 6º Titolo Non-Ranking per Judd Trump.
Finale 2018: Mark Allen è il campione in carica dopo aver battuto per 10-7 Kyren Wilson nella finale dello scorso anno nella quale ha ottenuto il suo 1° successo in questo torneo e nei tornei della Tripla Corona.

## Montepremi
- Vincitore: £200.000
- Finalista: £90.000
- Semifinalisti: £50.000
- Quarti di Finale: £25.000
- Sedicesimi di Finale: £12.500
- Miglior Break della competizione: £10.000

## Partecipanti
Al torneo vengono invitati i primi 16 giocatori del Ranking dopo lo UK Championship. Mark Allen e Mark Williams sono automaticamente inclusi nel torneo dopo le rispettive vittorie del Masters e del Campionato mondiale nel 2018.
| N° | Giocatore         | Partecipante in quanto                                               | Ranking esatto |
| -- | ----------------- | -------------------------------------------------------------------- | -------------- |
| 1  | Mark Allen        | È il campione in carica ed è tra i primi 16 del Ranking              | 6              |
| 2  | Mark Williams     | È il campione in carica del Mondiale ed è tra i primi 16 del Ranking | 2              |
| 3  | Mark Selby        | È tra i primi 16 del Ranking                                         | 1              |
| 4  | Ronnie O'Sullivan | È tra i primi 16 del Ranking                                         | 3              |
| 5  | John Higgins      | È tra i primi 16 del Ranking                                         | 4              |
| 6  | Judd Trump        | È tra i primi 16 del Ranking                                         | 5              |
| 7  | Barry Hawkins     | È tra i primi 16 del Ranking                                         | 7              |
| 8  | Ding Junhui       | È tra i primi 16 del Ranking                                         | 8              |
| 9  | Neil Robertson    | È tra i primi 16 del Ranking                                         | 9              |
| 10 | Kyren Wilson      | È tra i primi 16 del Ranking                                         | 10             |
| 11 | Shaun Murphy      | È tra i primi 16 del Ranking                                         | 11             |
| 12 | Stuart Bingham    | È tra i primi 16 del Ranking                                         | 12             |
| 13 | Ryan Day          | È tra i primi 16 del Ranking                                         | 13             |
| 14 | Stephen Maguire   | È tra i primi 16 del Ranking                                         | 14             |
| 15 | Luca Brecel       | È tra i primi 16 del Ranking                                         | 15             |
| 16 | Jack Lisowski     | È tra i primi 16 del Ranking                                         | 16             |

## Fase a eliminazione diretta[4]
| Sedicesimi di Finale      | Quarti di Finale          | Semifinali                | Finale                 |
| ------------------------- | ------------------------- | ------------------------- | ---------------------- |
| Al meglio degli 11 frames | Al meglio degli 11 frames | Al meglio degli 11 frames | Al meglio di 19 frames |

| Giocatore         | Giocatore       | Risultato |
| ----------------- | --------------- | --------- |
| Mark Allen        | Luca Brecel     | 5 - 6     |
| Ding Junhui       | Jack Lisowski   | 6 - 1     |
| John Higgins      | Ryan Day        | 5 - 6     |
| Ronnie O'Sullivan | Stuart Bingham  | 6 - 2     |
| Mark Selby        | Stephen Maguire | 6 - 2     |
| Judd Trump        | Kyren Wilson    | 6 - 2     |
| Barry Hawkins     | Shaun Murphy    | 6 - 2     |
| Mark Williams     | Neil Robertson  | 3 - 6     |

| Giocatore     | Giocatore         | Risultato |
| ------------- | ----------------- | --------- |
| Luca Brecel   | Ding Junhui       | 5 - 6     |
| Ryan Day      | Ronnie O'Sullivan | 3 - 6     |
| Mark Selby    | Judd Trump        | 2 - 6     |
| Barry Hawkins | Neil Robertson    | 3 - 6     |

| Giocatore   | Giocatore         | Risultato |
| ----------- | ----------------- | --------- |
| Ding Junhui | Ronnie O'Sullivan | 3 - 6     |
| Judd Trump  | Neil Robertson    | 6 - 4     |

| FINALE Alexandra Palace, Londra, Inghilterra, Regno Unito, 20 gennaio 2019 ARBITRO: Jan Verhaas        | FINALE Alexandra Palace, Londra, Inghilterra, Regno Unito, 20 gennaio 2019 ARBITRO: Jan Verhaas | FINALE Alexandra Palace, Londra, Inghilterra, Regno Unito, 20 gennaio 2019 ARBITRO: Jan Verhaas |
| Ronnie O'Sullivan (4)                                                                                  | 4 - 10                                                                                          | Judd Trump (6)                                                                                  |
| --- | ----------------------------------------------------------------------------------------------- | ----------------------------------------------------------------------------------------------- |
| PRIMA SESSIONE: 0-1 0-2 0-3 0-4 1-4 1-5 1-6 1-7 (1-7) SECONDA SESSIONE: 2-7 2-8 3-8 3-9 4-9 4-10 (3-3) |                                                                                                 |                                                                                                 |
| MIGLIOR BREAK: 114 CENTURY BREAKS: 2                                                                   | [ 18 ] [ 19 ]                                                                                   | MIGLIOR BREAK: 89 CENTURY BREAKS: 0                                                             |
| Judd Trump vince il Masters 2019                                                                       |                                                                                                 |                                                                                                 |

### Century Breaks(24)[20]
| N° | Giocatore         | Century Breaks | Miglior Break |
| -- | ----------------- | -------------- | ------------- |
| 1  | Ronnie O'Sullivan | 5              | 134           |
| =  | Ding Junhui       | 5              | 125           |
| 2  | Mark Selby        | 4              | 133           |
| 3  | Neil Robertson    | 3              | 127           |
| 4  | Ryan Day          | 2              | 128           |
| =  | Judd Trump        | 2              | 128           |
| 5  | Luca Brecel       | 1              | 140 (£10.000) |
| =  | Mark Allen        | 1              | 136           |
| =  | Barry Hawkins     | 1              | 124           |